# 九龙湖站 (徐州市)
九龙湖站是徐州地铁2号线的地铁站，位于中华人民共和国江苏省徐州市鼓楼区中山北路与二环北路交叉口北侧，于2020年11月28日开通。

## 车站结构
九龙湖站沿中山北路南北设置，为地下二层岛式站台车站，车站长474.15米，宽20.9至23.7米，车站地下一层为站厅层，地下二层为站台层，站台设置全高站台门。车站北侧设有两条存车线。
| 地面              | 出入口 | 1、2a、2c、4、8、9出入口                                                                                        |
| 地下一层          | 站厅   | 客服中心、自动售票机、验票机                                                                                    |
| 地下二层          | 站台   | \| \| \| █ 2号线往客运北站（奔腾大道） \| \| 島式 · 開左邊车门 \| \| \| \| \| \| █ 2号线往新城区东（庆云桥） \| |
|                   |        | █ 2号线往客运北站（奔腾大道）                                                                                   |
| 島式 · 開左邊车门 |        | |
|                   |        | █ 2号线往新城区东（庆云桥）                                                                                     |

## 车站出口
九龙湖站目前开放6个出入口，各出口及周围设施如下所示：
| 出口编号                | 照片 | 出口指示                           | 建议前往的目的地         |
| ----------------------- | ---- | ---------------------------------- | ------------------------ |
| 1 · 出口                |      | 中山北路（西侧），二环北路（北侧） | 九龙湖公园               |
| 2 · a · 出口 · （设有） |      | 中山北路（东侧），二环北路（北侧） | 徐州市环境保护局鼓楼分局 |
| 2 · c · 出口            |      | 中山北路（东侧），二环北路（南侧） | 鼓楼广场                 |
| 4 · 出口                |      | 中山北路（东侧）                   | 华夏商业街               |
| 8 · 出口                |      | 中山北路（西侧）                   | 鼓楼区政府               |
| 9 · 出口                |      | 中山北路（西侧）                   | 九龙湖公园               |
| 图例： 设有             |      |                                    |                          |

## 接驳交通

### 公交车
- 鼓楼区政府：34路，47路，48路东行，48路南行，57路，71路，112路，826路，夜1路，专27路
- 港南小区：12路，33路，71路，74路，112路，601路北行，601路南行，K2路
- 九龙湖公园：6路，6路夜，612路，K2路，临游8路

## 车站历史
本站工程名为二环北路站，正式站名为九龙湖站，以车站临近的九龙湖公园命名。
- 2018年8月6日，车站主体结构封顶[2]。
- 2020年11月28日，车站随2号线一期通车开通[1]。